# Собольки (Новосокольницький район)
Собольки (рос. Собольки) — присілок в Новосокольницькому районі Псковської області Російської Федерації.
Населення становить 25 осіб. Входить до складу муніципального утворення Пригородная волость.

## Історія
Від 2015 року входить до складу муніципального утворення Пригородная волость.

## Населення
| 2001 | 2002 | 2010 |
| ---- | ---- | ---- |
| 30   | ↗34  | ↘25  |